# Þrándarjökull
De Þrándarjökull is een 1236 meter hoge gletsjer en vulkaan in het oosten van IJsland. De vulkaan ligt ongeveer 20 kilometer ten noordoosten van de Vatnajökull en beslaat een gebied van ongeveer 22 km². Het is een van de kleinste gletsjers van Oost-IJsland.